# Wilhelm Buisson
Wilhelm Buisson (* 17. April 1892 in Emmendingen; † 6. September 1940 in Berlin) war ein deutscher Apotheker und Widerstandskämpfer gegen den Nationalsozialismus.

## Leben
Nach dem Besuch verschiedener Schulen in Emmendingen und Bruchsal erlangte der Apothekersohn Wilhelm Buisson die Primareife und erlernte den Beruf seines Vaters. An der Universität München begann Buisson 1912 ein Pharmaziestudium, welches durch den Ersten Weltkrieg, in dem Buisson als Leutnant diente, unterbrochen wurde, sodass er dieses erst 1920 mit dem Staatsexamen abschloss. Danach arbeitete Buisson in verschiedenen Münchner Apotheken und dann bei einer Krankenkasse. Bald aber gab er den Apothekerberuf auf und betrieb von 1924 bis 1931 eine kleine Fabrik für Nährmittel und diätische Präparate.
Im Jahr 1926 schloss er sich dem FC Bayern München an und war als „Vergnügungswart“ für einen wichtigen Teil des Vereinslebens verantwortlich. Buisson organisierte Mitgliederversammlungen, Feierlichkeiten und Auswärtsfahrten, darunter den ersten bekannten Autokorso zu einem Auswärtsspiel nach Nürnberg.
Seit 1918 war Buisson Mitglied der SPD und als solches sehr aktiv tätig. In München gründete er den „Reichsbanner Schufozug 13“, mit dem er am 9. März 1933 ein Gewerkschaftshaus in München gegen einen Angriff der SA verteidigte.
Bereits im Mai 1933 ging Buisson ins Exil in die Tschechoslowakei. Er wohnte, wie auch Waldemar von Knoeringen, dessen Verbindungsmann zu Josef Lampersberger er wurde, zunächst in der nahe der Grenze zu Bayern gelegenen Stadt Neuern (Nýrsko) und verdiente seinen Lebensunterhalt mit der Herstellung von Arzneien. Nebenher war er in Neuern für die Sopade, die Exilorganisation der SPD, als „Grenzsekretär“ und Abwehrbeauftragter tätig, d. h. zuständig für die Überprüfung derer, die über die Grenze geflüchtet waren und sich als Sozialdemokraten bezeichneten. Damit sollte die Unterwanderung der Emigrantenorganisationen durch NS-Agenten verhindert werden. Später wechselte er nach Prag, dem Sitz der Sopade, für die er weiterhin arbeitete. Er organisierte u. a. das Einschleusen antinazistischer Schriften nach Deutschland.
Als Buisson im Frühjahr 1938 eine Reise nach Österreich unternahm, wurde er in der Nähe von Linz von der Gestapo verhaftet. Nach einem Gerichtsverfahren vor dem 1. Senat des „Volksgerichtshofes“ in München wurde er wegen angeblichen Landesverrates und seiner „feindlichen Einstellung zum nationalsozialistischen Staat“ zum Tode verurteilt. Sein Gnadengesuch wurde abgelehnt. Am 6. September 1940 wurde er in Berlin durch das Fallbeil hingerichtet.
Wilhelm Buisson gehörte zu den wenigen deutschen Apothekern, die sich in den Jahren 1933–1945 aktiv für die Beseitigung des nationalsozialistischen Regimes eingesetzt haben.

## Ehrung
Die Fans des FC Bayern München ehrten den Vereinsfunktionär und Widerstandskämpfer Buisson am Erinnerungstag 2015 beim Auswärtsspiel gegen den VfL Wolfsburg. Die Biografie Buissons wurde im Rahmen einer Wanderausstellung über Opfer der NS-Zeit beim FC Bayern vorgestellt, die im Januar 2016 in der KZ-Gedenkstätte Dachau eröffnet wurde.